# Sd.Kfz. 251
O Sd.Kfz. 251 é um veículo militar de meia-lagarta, construído pela Alemanha durante a Segunda Guerra Mundial, e que descende dos veículos Sd.Kfz. 221/222/223.
Era construído a partir do chassis de um caminhão normal, mas utilizava de lagartas ao invés de rodas traseiras, o que deu a este veículo uma grande capacidade de mobilidade. Geralmente, possuía uma metralhadora de saturação Machinengewehr MG 34 montada no teto, sendo que alguns veículos, em especial nas Ardenas, também foram equipados com um canhão antiblindagem PzB 41. É um veículo extremamente famoso, em especial por causa de Hollywood, em filmes como O Resgate do Soldado Ryan (Saving Private Ryan, Steven Spielberg, 1998) e em jogos de computador como Medal of Honor e Call of Duty. Atualmente é conhecido como Hanomag (embora não haja evidência desta denominação em fontes contemporâneas, oficiais alemães se referiam a eles como Schützenpanzerwagen, ou SPW, em suas memórias e ordens diárias) e chamado Half-Track em inglês.
|  |